# 胡博硯
胡博硯，台灣法律學者、時代力量創黨元老之一。德國柏林洪堡大學法學博士，現時是東吳大學法律學系教授、時代力量仲裁委員，他會在自由時報上面寫專欄，因而得到一些台灣人關注。

## 政治立場同參與
他曾經是洪仲丘案律師團召集人。
佢曾經是時代力量成員，甚至一度計劃在2016年中華民國立法委員選舉代表時代力量出選新北市第八選舉區，但其後退出。但到了2024年中華民國立法委員選舉的時候，他亦有支持時代力量，另外他也曾批評柯文哲，指他是投機分子。

## 事件
- 2019年11月，香港藝人何韻詩前往台灣時遭潑紅漆，有傳言指她被親近司機出賣，手機被植入間諜程式，一舉一動都遭到監控。但事實上，她的親近司機其實是胡博硯，胡之後嚴正駁斥週刊的說法，並認為報導已經有辱名譽[5]。

## 外部連結
- 自由時報專欄 （页面存档备份，存于）